# Belmont-sur-Buttant
Belmont-sur-Buttant é uma comuna francesa na região administrativa de Grande Leste, no departamento de Vosges. Estende-se por uma área de 8,46 km². Em 2010 a comuna tinha 309 habitantes (densidade: 36,5 hab./km²).